# Torino (singolo)
Torino è un singolo della cantante Italiana Ginevra, pubblicato il 23 settembre 2022 come quarto estratto dal primo album in studio Diamanti.

## Descrizione
In merito al brano Ginevra ha raccontato:

## Tracce
Testi di Ginevra Lubrano, musiche di Ginevra Lubrano e Francesco Fugazza.
1. Torino – 2:56